# Clásico Iniciación (Chile)
El Clásico Iniciación es un clásico condicional para machos y hembras de 2 años en distancia de 1.000 metros: en el Hipódromo Chile donde corren por primera vez, es la prueba más importante para los debutantes.
Anteriormente se disputaba como complemento del Clásico St. Leger, actualmente se realiza entre finales de noviembre y la primera mitad de diciembre y resulta la carrera más destacada de la reunión, se corre sobre 1.000 metros.

## Ganadores del Clásico Iniciación
Los siguientes son los ganadores de la prueba desde 1989.
| Año  | Caballo             | Jinete             | Preparador               | Stud                  | Haras               | Tiempo  |
| ---- | ------------------- | ------------------ | ------------------------ | --------------------- | ------------------- | ------- |
| 1989 | Wolf                | Luis Muñoz         | José Tomás Allende Faine | Santa Amelia          | Santa Amelia        | 0.58.55 |
| 1990 | Corinto             | Elías Toledo       | Carlos Conejeros Araya   | Botafógo              | Don Alberto         | 0.57.60 |
| 1991 | Barrio Chino        | Héctor Salazar     | Jorge Inda Meyer         | Santa Sara            | Figurón             | 0.59.85 |
| 1992 | Don Rómulo          | David Sánchez      | Oscar Silva Escobar      | Las Araucarias        | Las Araucarias      | 1.01.90 |
| 1993 | Crisol              | Sergio Vásquez     | Cristián Muñoz García    | Majestad              | San Luis de Futrono | 0.58.81 |
| 1994 | Quinto Lombo        | Piero Reyes        | Carlos Conejeros Araya   | Colorado Veintitrés   | Santa Olga          | 1.00.02 |
| 1995 | Gran Maico          | Gicha Arriaza      | Oscar Silva Escobar      | Cinco Estrellas       | Cinco Estrellas     | 0.57.29 |
| 1996 | Fontanella Borghese | Héctor Barrera     | Alfredo Bagú Rojas       | Agrícola Aboughazaleh | Figurón             | 0.58.51 |
| 1997 | Monte Blanco        | Richard Castillo   | Cristián Urbina Escalona | Los Ceibos            | Don Alberto         | 0.59.39 |
| 1998 | Shannick            | Luis Torres        | Javier Conejeros Araya   | Las Camelias          | Figurón             | 0.59.99 |
| 1999 | Lido Palace         | Richard Castillo   | Carlos Conejeros Araya   | Legana                | L.E. Gana           | 1.00.05 |
| 2000 | Conde de Orgaz      | Jorge Galáz        | Domingo Matte Díaz       | Index                 | Figurón             | 1.00.01 |
| 2001 | Ema Bovary          | Ányelo Rivera      | Carlos Conejeros Araya   | Legana                | L.E. Gana           | 0.58.06 |
| 2002 | Súper Mario         | Javier Niño        | Cristián Muñoz Guerra    | La Herrería           | Mocito Guapo        | 1.01.26 |
| 2003 | Tinquilco           | Rubén Bonilla      | Juan Carlos Pichara Jara | La Capilla            | Santa Isabel        | 1.01.19 |
| 2004 | Amarelha            | David Sánchez      | Luis Toledo Cortés       | Eugenio Casado Silva  | Santa Mariana       | 0.59.97 |
| 2005 | Último Domingo      | Gustavo Barrera    | Carlos Conejeros Araya   | Colorado Veintitrés   | Santa Olga          | 1.00.05 |
| 2006 | Paso Al Frente      | Héctor Barrera     | Guillermo Peralta Pino   | Barabaraba            | La Compañía         | 1.00.17 |
| 2007 | Benevento           | David Sánchez      | Javier Conejeros Araya   | Colorado Veintitrés   | Paso Nevado         | 0.58.99 |
| 2008 | Sour Peruano        | Gustavo Barrera    | Ricardo Rojas Salinas    | Legana                | L.E. Gana           | 0.58.43 |
| 2009 | Pedroso             | Gustavo Barrera    | Juan Carlos Pichara Jara | Mascato               | Mocito Guapo        | 1.00.01 |
| 2010 | Feliz De Vivir      | Gustavo Barrera    | Javier Conejeros Araya   | Anita María           | L.E. Gana           | 0.59.85 |
| 2011 | Terrible Lucho      | Jaime Medina       | Carlos Conejeros Araya   | Legana                | L.E. Gana           | 0.58.46 |
| 2012 | Gipsy Feliz         | Cristián Torres    | Carlos Conejeros Araya   | Legana                | L.E. Gana           | 0.59.24 |
| 2013 | Benelli             | Jaime Medina       | Carlos Conejeros Araya   | Vendaval              | Paso Nevado         | 0.58.21 |
| 2014 | Domingo de Pascua   | Javier I. Guajardo | Carlos Conejeros Araya   | Legana                | L.E. Gana           | 0.58.54 |
| 2015 | Dominga Feliz       | Jaime Medina       | Carlos Conejeros Araya   | Legana                | L.E. Gana           | 1.00.01 |
| 2016 | Galerión            | Alejandro Maureira | Mario Apablaza García    | Colo Colo             | Santa Olga          | 0.59.12 |
| 2017 | Trappi              | Rodrigo Lizama     | Juan Carlos Pichara Jara | Mama Lila             | Mocito Guapo        | 1.00.37 |
| 2018 | Master Dottis       | Javier I.Guajardo  | Rafael Bernal Torres     | Mauro                 | Matriarca           | 0.59.33 |
| 2019 | Súper Estrella      | Víctor Miranda     | Víctor Gallardo Estay    | Veni Vidi Vici        | Santa Olga          | 1.00.41 |
| 2020 | Afirma Papá         | Nicolás Ramírez    | Eugenio Switt Vásquez    | Carlos Cavieres       | Santa Olga          | 0.59.89 |
| 2021 | Siempre Conmigo     | Jorge A. González  | Gabriel Reyes Iriarte    | Haras Santa Marta     | Santa Marta         | 1.00.22 |
| 2022 | Jefe de Obra        | Gustavo Aros       | Alejandro Padovani Estay | Marcelino             | Melipilla           | 0.58.38 |
| 2023 | Iron Star           | Axel Álvarez       | Marco Pavez Orellana     | Haras Sumaya          | Sumaya              | 1.00.81 |
| 2024 | The Alfa Dos        | Sebastián González | Mario Apablaza García    | Tata Tito             | Sumaya              | 0.57.65 |

## Última edición
El sábado 14 de diciembre de 2024, se disputó una edición más del "Clásico Iniciación". Se impuso el ejemplar "The Alfa Dos" (hijo de Malagacy), derrotando a The Arion, en tercera posición se ubicó Monerástico, en cuarta posición El Masacre y la tabla la cerró Aka And Red. The Alfa Dos fue conducido por Sebastián González, es preparado por Mario Apablaza G., pertenece al stud Tata Tito y fue criado en el Haras Sumaya.